# Oryctodromeus

Comparação de tamanho de um Oryctodromeus com um humano

Oryctodromeus é um gênero de dinossauro pertence ao grupo Ornithopoda, composto por indivíduos herbívoros. Um adulto podia atingir cerca de dois metros de comprimento e a largura do torso cerca de 30 cm.